# Dichiarazione di Ilulissat
La Dichiarazione di Ilulissat è stata annunciata il 28 maggio 2008 da cinque nazioni dell'Artico circumpolare riunitesi a livello politico durante la Conferenza sull'Oceano Artico a Ilulissat (Groenlandia) per discutere l'Oceano Artico, il cambiamento climatico, l'ambiente marino, la sicurezza marittima e la divisione di responsabilità in caso di emergenza se verranno aperte nuove rotte di navigazione.
Uno degli scopi principali scritti nella dichiarazione era il blocco di qualsiasi "nuovo regime legale internazionale complessivo per governare l'Oceano Artico". Ci si attendeva un ulteriore impegno per "la risoluzione ordinata di qualsiasi possibile rivendicazione in parte coincidente", in quanto l'invito alla conferenza ha avuto origine nel 2007 come conseguenza di varie dispute giurisdizionali, compresa l'Isola Hans e Arktika 2007.
La conferenza, tenutasi dal 27 al 29 maggio 2008, è stata presentata da Per Stig Møller, Ministro degli esteri danese, e da Hans Enoksen, Primo Ministro groenlandese. I principali partecipanti a livello ministeriale comprendevano Sergej Lavrov, Ministro degli esteri russo, Jonas Gahr Støre, Ministro degli esteri norvegese, Gary Lunn, Ministro canadese per le risorse naturali, John Negroponte, Vice Segretario di Stato americano, e Møller.
Alcuni membri del Consiglio artico, inclusi popoli indigeni, Finlandia, Islanda e Svezia, non sono stati invitati alla conferenza e, pertanto, non hanno preso parte alla dichiarazione.